# Абишев, Нугман
Нугман Абишев (каз. Нұғыман Әбішев; 15 января 1906 — 4 февраля 1988) — казахский советский певец (тенор). Заслуженный артист Казахской ССР (1948), Народный артист Казахской ССР (1968).

## Биография
Родился 15 января 1906 года на территории современного Каркаралинского района Карагандинской области. В возрасте 14 лет начал выступать в кружках художественной самодеятельности, играл на домбре. В 1934 году принял участие в первом Всеказахстанском слёте деятелей народного творчества и стал его призёром. С 1935 по 1960 год — солист Казахской государственной филармонии, с 1960 по 1970 год — солист Казахконцерта. Скончался 4 февраля 1988 года в Алма-Ате.
Внёс значительный вклад в популяризацию песен Абая Кунанбаева, Биржан-сала, Акана Серэ и других народных композиторов.

## Награды
- Народный артист Казахской ССР (1968)

- Орден «Знак Почёта» (3 января 1959) — за выдающиеся заслуги в развитии казахского искусства и литературы и в связи с декадой казахского искусства и литературы в гор. Москве[2]

- Заслуженный артист Казахской ССР (1948)